# Enric Bertrán Campañá
Enric Bertran Campañà (Barcelona, 1960) és un exedador i exwaterpolista i dirigent esportiu.
En la seva etapa com a waterpolista va ser internacional en les categories juvenil, júnior i absolut i en el seu palmarès hi figuren sis títols de campió d'Espanya de clubs, un subcampionat d'Europa i un altre de la Recopa amb el CN Montjuïc. Però el seu èxit més important va ser en el Campionat d'Europa Júnior que va guanyar amb la selecció espanyola l'agost de 1980 a Sittard (Holanda), primer títol que va conquerir el waterpolo espanyol en la seva història en què la selecció espanyola estava formada majoritàriament per catalans. President de la Federació Catalana de Natació des del 2008, abans d'accedir a la presidència de la federació era vicepresident entre 1998 i 2007, durant el mandat de Bestit. Sempre vinculat al món de la natació i el waterpolo, també va ser, en l'àmbit directiu, membre de l'Assemblea de la Federació Espanyola de Natació com a representant de l'estament d'esportistes de 1984 al 1988, va formar part de la Junta Directiva del CN Montjuïc de 1986 a 1990, va ser vicepresident de la Divisió de Waterpolo de la RFEN de 1986 a 2004 i president del Comitè d'Apel·lació de la Federació Catalana de Natació des de 1995.
Enric Bertrán és membre de la Junta Directiva de la Unió de Federacions Esportives de Catalunya des del 2009, essent vicepresident des del 2013. En les darreres eleccions a la presidència de la RFEN (2016) Enric Bertrán és el vicepresident primer de l'entitat. En aquesta nova etapa 2016 - 2020 Enric Bertrán també forma part de la Comissió Legal de la Federació Europea de Natació (LEN). Durant el seu mandat com a President de la Federació Catalana de Natació s'ha celebrat el XV FINA Campionats del Món Barcelona 2013 i s'ha concedit el Campionat d'Europa de Waterpolo Barcelona 2018.